# ATP Challenger Tanger
Das ATP Challenger Tanger (offizieller Name: Morocco Tennis Tour Tanger) war ein von 2008 bis 2013 stattfindendes Tennisturnier in Tanger. Schon 2000 fand an selber Stelle ein Turnier statt. Es war Teil der ATP Challenger Tour und wurde im Freien auf Sandplatz ausgetragen. In den Jahren 2011 und 2012 wurde das Turnier nicht mehr im Rahmen der ATP Challenger Tour ausgetragen.

## Liste der Sieger

### Einzel
| Jahr                         | Sieger              | Finalgegner          | Ergebnis        |
| ---------------------------- | ------------------- | -------------------- | --------------- |
| 2013                         | Pablo Carreño Busta | Michail Kukuschkin   | 6:2, 4:1 aufgg. |
| 2011–2012: nicht ausgetragen |                     |                      |                 |
| 2010                         | Stéphane Robert     | Oleksandr Dolhopolow | 7:65, 6:4       |
| 2009                         | Marc López          | Pere Riba            | 5:7, 6:4, 7:69  |
| 2008                         | Marcel Granollers   | Daniel Gimeno Traver | 6:4, 6:4        |
| 2001–2007: nicht ausgetragen |                     |                      |                 |
| 2000                         | Werner Eschauer     | Nicolas Thomann      | 6:4, 6:3        |

### Doppel
| Jahr                         | Sieger                               | Finalgegner                           | Ergebnis          |
| ---------------------------- | ------------------------------------ | ------------------------------------- | ----------------- |
| 2013                         | Nikola Ćirić Goran Tošić             | Maximilian Neuchrist Mate Pavić       | 6:3, 6:75, [10:8] |
| 2011–2012: nicht ausgetragen |                                      |                                       |                   |
| 2010                         | Steve Darcis Dominik Meffert         | Uladsimir Ihnazik Martin Kližan       | 5:7, 7:5, [10:7]  |
| 2009                         | Augustin Gensse Éric Prodon          | Giancarlo Petrazzuolo Simone Vagnozzi | 6:1, 7:63         |
| 2008                         | Miguel Ángel López Jaén Iván Navarro | Marc López Gabriel Trujillo Soler     | 6:3, 6:75, [11:9] |
| 2001–2007: nicht ausgetragen |                                      |                                       |                   |
| 2000                         | Ion Moldovan Juri Schtschukin        | Cristian Kordasz Cristiano Testa      | 6:4, 2:6, 6:2     |